# Al-Qadim
Al-Qadim es un escenario de campaña concebido para el juego de rol Dungeons & Dragons y ambientado en Las mil y una noches. Fue desarrollada por Jeff Grubb para TSR, Inc., lanzándose en 1992. Al-Qadim está ambientada en la tierra de Zakhara, llamada La tierra del destino. La tierra de Zakhara es una mezcla del califato histórico, sus leyendas, complementado con las ambientaciones cinematográficas de Hollywood. Zakhara es una península situada en el continente Faerûn del mundo de Toril, ubicación de la campaña de Reinos Olvidados. No obstante Al-Qadim está diseñado tanto para ser jugado de manera independiente como también para añadirse a cualquier otra campaña existente. El escenario de campaña básica se dividió entre dos productos: Al-Qadim: Arabian Adventures (Al-Qadim, aventuras árabes), un manual que describía las reglas de creación de personajes, el equipamiento, y los conjuros específicos, y Al-Qadim: Land of Fate (Al-Qadim, tierra del destino), un conjunto de libros describiendo la tierra de Zakhara, con manuales separados para el jugador y el Dungeon Master.

## Publicación
El primer manual de Al-Qadim, Aventuras árabes (Arabian Adventures), fue publicado en el año 1992.
La campaña de Al-Qadim se programó limitada en el tiempo, concibiéndose como un proyecto de dos años. Debido a su gran pupularidad, se extendió un año más.

## Conceptos importantes
Existe un número importante de puntos relativos a la cultura de Zakhara, como el honor, la familia, el estrato social, la pureza, la piedad y la hospitalidad.
La sociedad se divide en dos ramas:
- Al-Badia: los nómadas del desierto.
- Al-Hadhar: la gente de la ciudad.

La mayor parte de los miembros de la sociedad de Zakhara son humanos, pero también están presentes semihumanos tales como los elfos, y los enanos, y humanoides como los orcos, trasgoides y ogros. A diferencia de otros escenarios, no existe prácticamente conflictos raciales en Zakhara: humanos, elfos y orcos comparten la misma cultura, modo de vida, status social y las razas tradicionalmente consideradas como salvajes y malvadas, como los trasgos son miembros valiosos de la sociedad. Los nómadas (Al-Badia) son predominantemente humanos, mientras que los Al-Hadhar muestran más diversidad. Los nómadas y los habitantes de las ciudades, humanos y no humanos, pertenecen a la misma cultura, a la misma religión y son vasallos del califa. El continente se puede considerar como un imperio unificado, aunque con diferentes regiones, ciudades estado y tribus que tienen una única cultura local.
Sin embargo, no todos los habitantes comparten la misma cultura. Existen muchas tribus de humanos bárbaros paganos que rechazan la ley del dador de la tradición (Loregiver) y la adoración del Panteón, y ciertas razas monstruosas, como los yuan-ti, los hombres yak y la mayor parte de los gigantes, que tienen sus propias sociedades apartadas.
La gente de Zakhara habla una lengua común llamada Midani representada por caracteres arábigos.
Zakhara tiene una amplia lista de dioses, pero todos reconocen el poder del Destino. El Destino puede destronar al más poderoso de los sultanes o encumbrar al más humilde de los mendigos. Nadie parecen ponerse de acuerdo con su naturaleza, si se trata de la madre de los dioses o de una fuerza elemental, pero todo el mundo reconoce su poder. En términos de juego de Dungeons & Dragons el Destino no tiene estadísticas, conjuros o sacerdotes, como el resto de las deidades.
En el pasado remoto, una mujer conocida únicamente como la Dadora de la Tradición (Loregiver) escribió pergaminos donde claramente establecía las leyes de la tierra, algunos dicen que guiada por la mano del Destino. La sabiduría de esta Tradición fue inmediatamente reconocida y se convirtió en la base legal de Zakhara. La mayor parte de Al-Hadhar y de Al-Badia se encuentran ilustradas por los caminos de la Dadora de la Tradición.